# ソセフォ・アピコトア
ソセフォ・アピコトア（Sosefo Apikotoa、1996年7月18日 - ）は、メジャーリーグラグビー、アンセム・ラグビー・カロライナに所属するラグビー選手。なおカロライナでの登録名はジョー・アピコトア。

## プロフィール
- ニュージーランド・ウェリントン出身[1]。
- ポジションはプロップ(PR)。
- 身長 191cm、体重 120kg
- トンガ代表キャップ数は6(2025年1月現在）でラグビーワールドカップ2023のトンガ代表に選ばれた[2]。

## 略歴
ウェリントン、ホークスベイ、オルディシアRE、ホークスベイ、チーフス、モアナ・パシフィカを経て、2024年、モアナ・パシフィカに加入。